# Club Deportivo Huachipato
Maillots
Actualités
Dernière mise à jour : 5 janvier 2025.
Le Club Deportivo Huachipato est un club de football chilien basé à Talcahuano, dans la région de Biobío. Fondé le 7 juin 1947, le club tire son nom de l'entreprise sidérurgique Huachipato, qui a joué un rôle clé dans sa création. Huachipato est l'un des clubs les plus anciens du Chili et a connu des moments de succès au fil des ans.

## Histoire
Le club a été fondé par des travailleurs de l'entreprise sidérurgique Huachipato. Le club a été créé pour offrir une activité sportive aux employés et à la communauté locale.
Huachipato a rapidement gravi les échelons du football chilien et a atteint la première division en 1958. Le club a établi sa présence dans l'élite du football chilien au fil des années.
Le club a remporté son premier titre majeur en 1974 en devenant champion du Chili. C'était un moment mémorable pour le club et ses supporters.
En raison de ses performances dans le championnat chilien, Huachipato a eu l'occasion de participer à des compétitions continentales telles que la Copa Libertadores et la Copa Sudamericana.

## Palmarès
- Championnat du Chili
  - Champion : 1974, 2012 (clôture) et 2023

## Joueurs emblématiques
- Rodrigo Millar
- César Cortés

## Entraîneurs
| - Jorge Pellicer (2011-2013) - Mario Salas (2021-2022) - Gustavo Álvarez (2023) - Javier Sanguinetti (depuis 2024) |